# ضیافتی برای کلاغ‌ها
ضیافتی برای کلاغ‌ها (انگلیسی: A Feast for Crows) چهارمین کتاب از مجموعه هفت جلدی رمان فانتزی حماسی ترانه یخ و آتش، اثر نویسنده آمریکایی جرج آر. آر. مارتین است. این کتاب اولین بار در تاریخ ۱۷ اکتبر سال ۲۰۰۵ در کشور انگلستان و مدتی بعد در ۸ نوامبر همان سال در آمریکا منتشر شد.
در ماه مه سال ۲۰۰۵، مارتین اعلام کرد که اندازه بزرگ کتاب، او و ناشر را ترغیب کرده‌است که کتاب را به دو جلد تقسیم کنند. او به جای اینکه این دو کتاب را از نظر زمانی جدا کند (اتفاقات کتاب دوم پس از اتفاقات کتاب اول رخ دهد)، دو کتاب را براساس شخصیت‌ها و مکان‌ها جدا کرد. به این ترتیب کتاب ضیافتی برای کلاغ‌ها و رقصی با اژدهایان که در سال ۲۰۱۱ منتشر شد، به‌صورت هم‌زمان داستان را جلو می‌برند.
ضیافتی برای کلاغ‌ها اولین کتاب در مجموعه بود که در همان ابتدا در صدر فهرست پرفروش‌ترین‌های نیویورک تایمز قرار گرفت؛ افتخاری که پیش‌تر، در میان نویسندگان ژانر تخیلی تنها توسط رابرت جوردن به‌دست آمده بود. در سال ۲۰۰۶ این رمان نامزد جایزهٔ هوگو، جایزهٔ لوکوس و جایزهٔ انجمن فانتزی بریتانیا شد. این رمان به همراه رمان رقص اژهایان، برای فصل پنجم سریال بازی تاج و تخت اقتباس شد. اگر چه عناصر این رمان در فصل چهار و شش سریال نیز وجود داشت.
در ضیافتی برای کلاغ‌ها، دنیای وستروس پس از رخ دادن رویدادهای حماسی کتاب سوم، طوفان شمشیرها، به یک حالت پایداری نسبی رسیده‌است. پس از مرگ تایوین لنیستر، که در پایان کتاب سوم رخ داد، تغییراتی در روابط قدرت وستروس رخ داده‌است. اگرچه ضیافتی برای کلاغ‌ها در مقایسه با کتاب‌های قبلی مجموعه، کم‌ترین اتفاقات جنگی و اکشن را دارد، اما به درستی به توسعه شخصیت‌های داستان می‌پردازد.

## خلاصهٔ داستان
جنگ پنج پادشاه کم‌کم به پایان خود نزدیک می‌شود. پادشاهان جدایی طلب، راب استارک و بیلون گریجوی مرده‌اند. یکی از مدعیان تاج و تخت، استنیس باراتیون، برای مبارزه با قبایل وحشی مهاجم، به دیوار شمالی رفته‌است. جایی که برادر ناتنی راب، جان اسنو، نهصد و نود و هشتمین لرد فرماندهٔ نگهبانان شب شده‌است. فرماندهی که مسئول حفاظت از دیوار است. پادشاه هشت ساله، تامن باراتیون اکنون در منطقهٔ پادشاهی، زیر نظر مادرش، نائب السلطنه، سرسی لنیستر حکومت می‌کند. زن جنگجو، برین از تارث، توسط برادر و معشوقهٔ سرسی، جیمی لنیستر، برای یافتن خواهر راب، سانسا استارک، فرستاده شده‌است. سانسا در منطقه‌ای به نام واله، پنهان شده‌است و توسط دوست دوران کودکی مادرش، پیتر بیلیش محافظت می‌شود. پیتر بیلیش کسی است که همسر خود، لیزا آرین (خالهٔ سانسا) را به قتل رسانده‌است و خود را محافظ منطقهٔ واله و محافظ رابرت آرین، پسر هشت سالهٔ لیزا، می‌داند.

### مقدمه
پیت شاگرد جوانی در سیتادل در اولدتاون است که آموزش می‌بیند، تا عضوی از گروه باستانی دانشمندان-شفاده‌کنندگان، معروف به استادان شود. او به درخواست یک غریبه، کلید مهمی از انبار دفاتر و اسناد را دزدیده‌است. پس از تحویل دادن کلید دزدیده شده و دریافت جایزهٔ یک سکه طلا، برای شادی سکه را گاز می‌گیرد و به‌طور ناگهانی بر اثر مسمومیت جان خود را از دست می‌دهد.

### منطقهٔ پادشاهی
پس از مرگ تایوین لنیستر، دست پادشاه فقید، نایب‌نشینی ملکه سرسی با همبستگی بی‌سابقه مشخص می‌شود و شوراهای او پر از مقامات نالایق و متفکران غیرقابل اعتماد می‌شود. او توصیه‌های عمویش کوان و برادرش جیمی را نادیده می‌گیرد و هر دو را از خود دور می‌کند. بدتر شدن اوضاع، باعث بی‌اعتمادی فزاینده سرسی به تایرل‌های قدرتمند می‌شود، که اتحاد آنها برای ثبات رژیم لنیستر ضروری است - همچنین نامزد پادشاه تامن، مارجری تایرل، که سرسی معتقد است او همان دختری است که، پیشگویان او را همان «ملکه جوان تر و زیباتر» می‌دانند است.
این مسائل باعث می‌شود که سرسی، تمام چیزهایی که برایش عزیز هستند را از دست بدهد. مدیریت بی پروا او بدهی‌های پادشاهی را به بانک آهن براووس و گروه هفت خدایان افزایش می‌دهد. وقتی سرسی بدهی به بانک آهنین را پرداخت نمی‌کند، تلافی مالی بانک تقریباً اقتصاد وستروس را فلج می‌کند. برای تسویه بدهی‌های پادشاهی به گروه دینی هفت خدایان، سرسی اجازه می‌دهد تا نظم نظامی آن دین، یعنی مبارز خدایان، بازگردانده شود، و خطر یک دین دوباره مسلح شده را نادیده می‌گیرد. رهبری مذهبی نیز، خود سرسی را با اتهاماتی زندانی می‌کند. منطقه‌ی پادشاهی در مرکز وستروس قرار گرفته است.

### سرزمین رودخانه‌ها
سرسی، جیمی را به ریورلندز می‌فرستد تا بقایای شورش راب استارک فقید را سرکوب کند. او به‌طور ناموفق با عموی بزرگ راب، بریندن تالی (ماهی سیاه)، مذاکره می‌کند تا قلعه ریورران را در ازای جان برادرزاده اش ادمور تالی تسلیم کند، اما سپس ادمور را متقاعد می‌کند که برای نجات جان مردانش و فرزند متولد نشده اش تسلیم شود. اگرچه محاصره بدون خونریزی به پایان می‌رسد، بریندن فرار می‌کند. سپس جیمی متوجه می‌شود که سرسی، که توسط گروه دینی دستگیر شده‌است، از او می‌خواهد در یک محاکمه از طریق جنگ از او دفاع کند، اما جیمی نامه او را می‌سوزاند و او را به سرنوشت خود رها می‌کند.
تلاش برین او را به سراسر سرزمین رودخانه‌ها هدایت می‌کند، جایی که او شاهد ویرانی‌های ناشی از جنگ است. او پاتریک پین، بردهٔ سابق برادر جیمی، تیریون لنیستر، و سر هایل هانت، شوالیه‌ای که زمانی زشتی‌های او را مسخره کرده بود، به عنوان همراهان سفر به دست می‌آورد. او متوجه می‌شود که خواهر سانسا، آریا استارک، در واقع جان سالم به در برده و از منطقهٔ پادشاهی فرار کرده‌است، و جنگجوی ترسناک سندور کلگین که گزارش شده‌است مرده است، را زنده می‌بیند. سندور کلگین بعداً مجرم رورج را می‌کشد اما توسط همراهش باتر به شدت مجروح و مثله می‌شود. در نهایت، او توسط انجمن برادری بدون پرچم اسیر می‌شود، که زمانی به حفاظت از مردم کوچک سرزمین رودخانه اختصاص داشت، اما اکنون توسط کتلین استارک، مادر سانسا که به طرز جادویی زنده شده‌است، فرماندهی می‌کند. کتلین مرده و انتقام‌جو که نام لیدی استون‌هرت را بر خود گذاشته‌است، برین را به‌خاطر همدستی با لنیسترها به اعدام محکوم می‌کند، اما پیشنهاد می‌کند در صورت موافقت با کشتن جیمی، او و همراهانش در امان بمانند. این منطقه در غرب دنیای وستروس قرار گرفته است.

### دره
در قلعه دورافتاده ایری، سانسا در نقش دختر نامشروع پیتر بیلیش (لیتلفیگر، انگشت کوچولو)، آلین استون ظاهر می‌شود، با لرد رابرت آرین جوان دوست می‌شود، مدیریت خانه را بر عهده دارد و آموزش‌های غیررسمی در سیاست می‌بیند. در طول این مدت، به نظر می‌رسد که لیتل فینگر با دقت پرچمداران رابرت را دستکاری می‌کند تا موقعیت خود را به عنوان لرد محافظ دره تضمین کند. او در نهایت فاش می‌کند که قصد دارد سانسا را با هارولد هاردینگ، وارث بعدی در صف واله، نامزد کند. هنگامی که رابرت بیمار می‌میرد، لیتل فینگر قصد دارد هویت سانسا را فاش کند و به نام او قلعه خانواده اش یعنی وینترفل را بگیرد. این منطقه در شرق وستروس جای گرفته است.

### جزایر آهن
در جزایر آهن، بزرگ‌ترین برادر بازمانده بیلون گریجوی، یورون، از تبعید بازمی‌گردد تا تاج و تخت را به دست آورد. برای جلوگیری از این امر، برادر کوچکترش آئرون که یک کشیش است، با یک کینگزموت تماس می‌گیرد تا جانشین او را انتخاب کند. اگرچه ادعای یورون توسط برادر کوچکتر دیگر وی ویکتوریون و دای بالون مورد اعتراض قرار می‌گیرد. پس از آشا، سرانجام یورون به دلیل قولش برای تسخیر وستروس و کنترل اژدهایان دنریس تارگرین با شاخ مسحور شده‌ای که در اختیار دارد، به عنوان پادشاه انتخاب می‌شود. تحت رهبری یورون، ناوگان آهنین به ریچ حمله می‌کند و صندلی هاوس تایرل در هایگاردن را تهدید می‌کند. یورون ویکتوریون را به شرق می‌فرستد تا از طرف او به دنریس پیشنهاد ازدواج بدهد تا بدین ترتیب ادعای تاج و تخت آهنین را به دست آورد. اما ویکتوریون مخفیانه تصمیم می‌گیرد به جای آن، دنریس تارگرین را برای خودش جلب کند. جزایر آهن چند جزیره‌ی کنار یکدیگر هستند که در غرب نقشه‌ی وستروس قابل مشاهده‌اند.

### دورن
در منطقه جنوبی دورن، شاهزاده دوران، مارتل با سه مار شنی روبرو می‌شود (منظور دختران حرامزادهٔ برادرش اوبرین است، که می‌خواهند انتقام مرگ پدرشان را بگیرند). از آنجایی که آنها مردم عادی را تحریک می‌کنند، دوران کاپیتان نگهبان خود آرئو هوتا را دستگیر کرده و آنها را در کاخ زندانی می‌کند. تلاش جسورانه دختر دوران، آریان برای ایجاد جنگ جانشینی با تاج گذاری خواهر تامن، میرسلا به عنوان ملکه وستروس، خنثی می‌شود. در این سردرگمی، یکی از همدستان آریان، سر جرولد «دارک استار» داین، تلاش می‌کند تا میرسلا را بکشد و چهره او را مخدوش کند. نگهبان میرسلا، سر آریس اوکهرت، توسط آرئو هوتا کشته می‌شود. این امر اتحاد جدید دورن با تخت آهنین را تحت تأثیر قرار می‌دهد. دوران بعداً به دخترش فاش می‌کند که نقشه بسیار بزرگ‌تری برای سرنگونی لنیسترها دارد و برادرش کوئنتین به شرق رفته‌است تا «آتش و خون» را از طریق اتحاد با دنریس بازگرداند. دورن در گوشه‌ی دنیای وستروس، در جنوب شرقی قرار دارد.

### براووس
با رسیدن به شهر خارجی براووس، آریا استارک راه خود را به فرقه قاتلان تغییر چهره معروف به مردان بی چهره پیدا می‌کند. به آریا که به عنوان یک تازه‌کار پذیرفته می‌شود، آموزش داده می‌شود که هویت قبلی خود را رها کند، اما هویت واقعی او در قالب رویاهای گرگ خود را نشان می‌دهد.
در همین حال، فرمانده لرد نگهبانان شب، جان اسنو، به سمول تارلی دستور داده‌است تا به سمت قلعه در اولدتاون حرکت کند تا به عنوان استاد آموزش ببیند و به هفت پادشاهی در مورد بازگشت موجودات متخاصم افسانه ای معروف به (دیگران) هشدار دهد. سم با استاد مسن آمون، دختر وحشی، گیلی، نوزاد تازه متولد شده گیلی، و یکی دیگر از اعضای نگهبان شب، دارئون همراه است. بعد از اینکه سفر در حال انجام است، سم متوجه می‌شود که این کودک در واقع پسر رهبر وحشی، منس ریدر است که با پسر واقعی گیلی معاوضه شده‌است. هنگامی که ایمون بیمار می‌شود، گروه موقتاً در براووس گیر می‌کند و دارئون با پول آنها فرار می‌کند. ایمون پس از اطلاع از اینکه دنریس اژدها دارد، به این نتیجه می‌رسد که قرار است پیشگویی را محقق کند و او باید به او کمک کند. اما اندکی پس از اینکه گروه، سرانجام براووس را ترک کرد، ایمون در سن ۱۰۲ سالگی می‌میرد. پس از ترک مهمانی سم، آریا به دارئون برخورد می‌کند و او را به دلیل ترک نگهبانان شب به قتل می‌رساند. به عنوان مجازات قتل غیرمجاز، مردان بی چهره به او معجون می‌خورانند که باعث کوری او می‌شود. براووس در منطقه‌ی وستروس قرار ندارد و در قاره‌ی ایسوس جای گرفته است. در آن سوی سواحل منطقه‌ی پادشاهی.

### شهر قدیمی
در پایان رمان، سم به سیتادل می‌رسد و به ارکمستر ماروین معرفی می‌شود. ماروین پس از اطلاع از مرگ ایمون و پیشگویی اژدها در مورد دنریس، آنجا را ترک می‌کند تا خود دنریس را پیدا کند. سمول همچنین با یک شاگرد همکار روبرو می‌شود که خود را به عنوان پیت معرفی می‌کند.

## شخصیت‌ها
داستان کتاب از دید ۱۲ شخصیت و یک مقدمه روایت می‌شود. برخلاف جلدهای پیشین، ضیافتی برای کلاغ‌ها سرشار از شخصیت‌های کوچک در کنار شخصیت‌های اصلی داستان است.

### در مقدمه
- پیت، تازه‌کاری در قلعه‌ای در اولدتاون (به انگلیسی: Oldtown)
- سرسی لنیستر، ملکه ریجنت
- سر جیمی لنیستر، لرد فرمانده گارد پادشاهان
- برین تارث، زن جنگجوی جوانی که در جستجوی سانسا و آریا استارک است
- سانسا استارک، با تظاهر به دختر پتیر بیلیش «آلین استون» (عنوان فصل‌های بعدی او چنین است)
- آریا استارک، که بعدها به عنوان «گربه کانال ها» شناخته شد، آموزش خود را در خانه سیاه و سفید در شهر آزاد براووس آغاز کرد.
- سمول تارلی، برادر قسم خورده نگهبانان شب

### در جزایر آهن
- پیامبر، مرد غرق شده: ایرون «دامفایر» گریجوی، خدمتکار خودخوانده خدای غرق شده، کوچک‌ترین از سه برادر بازمانده پادشاه فقید بیلون
- دختر کراکن: پرنسس آشا گریجوی، دختر بیلون پادشاه جزایر آهنین
- کاپیتان آهنی، درنده: شاهزاده ویکتوریون گریجوی، کاپیتان ناوگان آهنین، یکی از سه برادر بازمانده پادشاه فقید بیلون

### در دورن
- کاپیتان گارد: آریو هوتا، کاپیتان گارد به شاهزاده دوران مارتل از دورن
- شوالیه خاک خورده: سر آریس اوکهرت از گارد پادشاه
- ملکه میکر، شاهزاده خانم در برج: آریان مارتل، دختر شاهزاده دوران و وارث دورن

## انتشار
مارتین چهار فصل اول «جزایر آهنی» از ضیافتی برای کلاغ‌ها را به‌عنوان رمانی به نام بازوهای کراکن منتشر کرد که در نسخه ۳۰۵ مجله اژدها در می ۲۰۰۳ منتشر شد. کتاب چاپی دیگری که شامل سه فصل دنریس است در سال ۲۰۰۵ برای BookExpo منتشر شد، اگرچه، به دنبال تقسیم جغرافیایی کتاب، این فصل‌ها متعاقباً به جلد پنجم مجموعه، رقصی با اژدهایان منتقل شدند.
مارتین در ابتدا برنامه‌ریزی کرد تا کتاب چهارم به نام رقص با اژدهایان باشد و داستان آن پنج سال پس از وقایع طوفان شمشیرها (عمدتا برای بالا بردن سن شخصیت‌های جوان تر) شروع شود. با این حال، در طول فرایند نوشتن، مشخص شد که این منجر به تکیه بیش از حد به فلاش بک‌ها برای پر کردن شکاف می‌شود. پس از دوازده ماه یا بیشتر کار بر روی کتاب، مارتین تصمیم گرفت بسیاری از آنچه را قبلاً نوشته شده بود را رها کند و دوباره شروع کند، این بار بلافاصله پس از پایان طوفان شمشیرها. او این تصمیم را همراه با عنوان جدید ضیافتی برای کلاغ‌ها در فیلادلفیا در ۱ سپتامبر ۲۰۰۱ اعلام کرد. او همچنین اعلام کرد که رقص با اژدهایان اکنون پنجمین کتاب از این دنباله خواهد بود.

در می ۲۰۰۵، مارتین اعلام کرد که دست‌نوشته‌اش برای ضیافتی برای کلاغ‌ها به ۱۵۲۷ صفحه کامل رسیده‌است، اما هنوز ناتمام مانده‌است، «صدها صفحه دیگر از فصل‌های کامل نشده و ناقص است، و همچنین فصل‌های دیگر، طرح‌ریزی شده اما کامل نوشته نشده‌است». از آنجایی که اندازه نسخه خطی دهه ۲۰۰۰ طوفان شمشیرها، رمان قبلی او، برای ناشران سراسر جهان در ۱۵۲۱ صفحه مشکل ساز شده بود، مارتین و ناشرانش تصمیم گرفتند روایت برنامه‌ریزی شده‌ای را برای ضیافتی برای کلاغ‌ها را برنامه‌ریزی کنند. مارتین به جای اینکه متن را به صورت زمانی به نصف تقسیم کند، ترجیح داد به جای آن، مطالب را بر اساس شخصیت و مکان به دو کتاب تقسیم کند. 
این احساس من بود… اینکه بهتر است تمام داستان را برای نیمی از شخصیت‌ها تعریف کنیم، نه اینکه نیمی از داستان را برای همه شخصیت‌ها تعریف کنیم. نصف کردن رمان می‌توانست دو رمان نیمه را تولید کند. رویکرد ما دو رمان تولید می‌کند که همزمان اتفاق می‌افتند، اما صدها یا حتی هزاران مایل از هم فاصله دارند، و شامل گروه‌های مختلف شخصیت‌ها (با مقداری همپوشانی) می‌شود.
مارتین خاطرنشان کرد که ضیافتی برای کلاغ‌ها بر روی «وستروس، منطقهٔ پادشاهی، سرزمین‌های رودخانه، دورن و جزایر آهنی» تمرکز خواهد کرد و رمان بعدی، رقصی با اژدهایان، «رویدادهای شرق و شمال» را پوشش خواهد داد. مارتین همچنین اضافه کرد که سری ترانه یخ و آتش احتمالاً هفت رمان خواهد داشت. ضیافتی برای کلاغ‌ها ماه‌ها بعد در ۱۷ اکتبر ۲۰۰۵، بیش از پنج سال پس از جلد قبلی مجموعه، طوفان شمشیرها منتشر شد. رمان موازی رقصی با اژدهایان در ۱۲ ژوئیه ۲۰۱۱ منتشر شد.

## بازخوردها
اگرچه ضیافتی برای کلاغ‌ها اولین رمان در این دنباله بود که در فهرست پرفروش ترین‌های نیویورک تایمز رتبه اول را کسب کرد، اما در مقایسه با رمان‌های قبلی این مجموعه، نقدهای منفی بیشتری دریافت کرد. تصمیم مارتین برای نصف کردن داستان از نظر شخصیت و موقعیت مکانی بسیار بحث‌برانگیز بود.
بسیاری از منتقدان احساس می‌کردند که این رمان شامل شخصیت‌هایی است که مردم کمتر به آنها علاقه‌مند هستند. هفته نامه ناشران می‌گوید: "این چهارمین قسمت از کتاب پرفروش ترانه حماسی حیرت‌انگیز یخ و آتش مارتین را توصیف نمی‌کند. این صحنه ۴ عمل اول نیست، بلکه صحنه ۱ عمل دوم است، که بیش از پیشبرد طرح زمینه را ایجاد می‌کند، و به شدت از نیمه دیگرش غافل می‌شود. برداشت‌های باریک در اینجا خوشمزه هستند، اما به هیچ وجه راضی کننده نیستند.
اندرو لئوناردو از سایت Salon.com در سال ۲۰۱۱ گفت: «برای من مهم نیست که چقدر نویسنده خوبی هستید: اگر سه شخصیت قوی خود را از داستان خود کم کنید، اساس این که چرا خوانندگان در وهله اول تحت تاثیر شما قرار گرفتند را به شدت تضعیف می‌کنید. اما در ضیافتی برای کلاغ‌ها این حس وجود داشت که مارتین راه خود را گم کرده بود. شخصیت‌هایی که داستان‌هایشان را تعریف می‌کرد، در منظره‌ای که در اثر جنگ و زمستانی که می‌آمد ویران شده بود، به این سو و آن سو پرسه می‌زدند، اما به نظر می‌رسید که به جایی نمی‌رفتند.»
رمی ورهوو از هافینگتون پست در بررسی سال ۲۰۱۱ خود با عنوان رقص با اژدهایان خاطرنشان کرد که جلد پنجم باید «برخی از آسیب‌های وارد شده توسط ضیافتی برای کلاغ‌ها را ترمیم می‌کرد، که صراحتاً احساس می‌کرد که توسط آن نوشته شده‌است. یک نویسنده ناشناس می‌نویسد: «هر دو کتاب «مشکلات ساختاری یکسانی» داشتند، «پراکنده و نامنسجم» بودند و به نظر او شخصیت‌های مهم کمتر جذابی دارد.»راشل براون، عضو آتلانتیک، در نقد و بررسی رقص با اژدهایان گفت که جشن، «تاریک و دلخراش» بود و «به شدت دلتنگ» دنریس تارگرین، تیریون لنیستر و جان اسنو شده بود.

## جوایز و افتخارت
- جایزه هوگو - بهترین رمان (نامزد) - ۲۰۰۶[۶]
- جایزه لوکوس برای رمان فانتزی - بهترین رمان (نامزد) - ۲۰۰۶[۶]
- جایزه رمان فانتزی بریتانیا - بهترین رمان (نامزد) - ۲۰۰۶[۶]
- جایزه Quill - بهترین رمان علمی و تخلیلی (نامزد) - ۲۰۰۶